# Nahuel Ferraresi
Nahuel Adolfo Ferraresi Hernández (San Cristóbal, 19 de novembro de 1998) é um futebolista venezuelano que atua como zagueiro pelo São Paulo.

## Carreira

### Deportivo Táchira
Ferraresi começou sua carreira no Deportivo Táchira, da Venezuela. Em sua primeira e única temporada, disputou seis partidas pelo clube.

### Grupo City
Em 11 de agosto de 2017, o Táchira anunciou que o venezuelano havia sido vendido para o City Football Group, ou Grupo City, que é dono de diversos times do mundo e ao contratar jogadores para o seu clube principal, o Manchester City, empresta-os aos seus outros clubes ou para clubes de todo o mundo.

#### Montevideo Torque
Foi emprestado inicialmente ao Montevideo Torque, do Uruguai, que pertence ao grupo. Em 25 de fevereiro de 2018 estreou pelo clube no empate por 2 a 2 contra o Racing Club. No jogo seguinte, em 4 de março, marcou seu primeiro gol como profissional, no empate em 2 a 2 contra o River Plate.
Atuou em oito partidas no Uruguai, com apenas um gol marcado e conquistou a Segunda Divisão do Campeonato Uruguaio.

#### Peralada
Em 2018, foi emprestado ao Peralada, que disputava a Terceira Divisão da Espanha. Marcou seu primeiro gol pela equipe no dia 15 de dezembro, numa vitória por 2 a 1 sobre o Castellón. Em 23 de fevereiro do ano seguinte, marcou um dos gols do Peralada no empate por 3 a 3 contra o Villareal B. Ferraresi despediu-se do clube espanhol em junho de 2019, disputando 29 jogos e marcando dois gols.

### Porto B
Foi emprestado ao Porto B em julho de 2019. Disputou 23 jogos pelo clube, não marcando nenhum gol.

### Moreirense
Foi emprestado ao Moreirense, que atua na Primeira Divisão de Portugal, no começo da temporada 2020–21. Disputou 24 jogos e marcou três gols, sendo um no empate por 1 a 1 contra o Porto, outro no empate por 2 a 2 contra o Nacional, e o último sendo o tento que garantiu a vitória por 2 a 1 sobre o Portimonense.

### Estoril Praia
Foi emprestado ao Estoril Praia em julho de 2021. Mesmo atuando como titular na temporada inteira, não marcou nenhum gol em 25 jogos disputados.

### São Paulo
Em 4 de agosto de 2022, o São Paulo acertou o empréstimo de Ferraresi por opção de compra, até julho de 2023. Curiosamente, ao mesmo que tempo que o venezuelano chegou ao clube, seu xará Nahuel Bustos, que também pertencia ao Grupo City, foi contratado pelo clube brasileiro. Em 5 de maio de 2024, Ferraresi anotou o primeiro golo pelo Tricolor na partida em que o São Paulo venceu o Vitória por 3 a 1, no Estádio do Barradão, pela quinta rodada do Campeonato Brasileiro.
Em 21 de julho, Ferraresi fez sua estreia pelo Tricolor, entrando como titular na derrota por 1 a 0 sob o Santos, no Brasileirão. Apesar da derrota, Nahuel foi um dos melhores em campo, não marcando nenhuma falta nem sofrendo dribles, mesmo disputando os 90 minutos.
Em janeiro de 2023, foi anunciado que Ferraresi passaria a usar a camisa 3 do Tricolor.
No dia 22 de janeiro, Ferraresi rompeu o ligamento cruzado anterior do joelho direito no clássico contra o Palmeiras, pelo Campeonato Paulista. A grave lesão sofrida pelo defensor venezuelano foi confirmada pelo Tricolor, que anunciou que Ferraresi passará por cirurgia após lesão no joelho.
Na primeira semana de julho de 2023, após o vínculo de empréstimo do zagueiro ter, na teoria, se encerrado, o São Paulo acertou a compra em definitivo de Ferraresi num contrato de 3 anos. O valor, fixado em 4 milhões de euros (21,3 milhões de reais), será parcelado durante o período em que o venezuelano ficará no clube. Isso fez de Ferraresi o 7º jogador mais caro da história do São Paulo (atrás de Tchê Tchê, Maicon, Rigoni, Ganso, Pablo e Galoppo) e a 46ª compra mais cara da história do futebol brasileiro.
Em 5 de janeiro de 2024, o São Paulo anunciou a compra em definitivo de Ferraresi, que assinou até dezembro de 2027. No total, o São Paulo pagará 4,3 milhões de euros (aproximadamente R$ 23 milhões) ao Grupo City.

## Seleção Venezuelana
Ferraresi foi desde novo convocado para as seleções de base da Venezuela. Foi convocado para a seleção sub-20 da Venezuela para a Copa do Mundo Sub-20 de 2017. A partir de 2018, foi sempre convocado para a Seleção Principal. Marcou seu primeiro gol pela seleção em 9 de junho de 2022, quando fez o gol da vitória por 1x0 sobre a Arábia Saudita.
| Nº | Data               | Local                                           | Adversário     | Gol | Resultado |
| -- | ------------------ | ----------------------------------------------- | -------------- | --- | --------- |
| 1  | 9 de junho de 2022 | Estádio Enrique Roca de Murcia, Murcia, Espanha | Arábia Saudita | 1–0 | 1–0       |

## Vida pessoal
O pai de Ferraresi, Adolfo "Pocho" Ferraresi, era um futebolista profissional argentino. Sua mãe, Carmen Hernández, é venezuelana. A irmã de Ferraresi, Pierina Ferraresi, é uma nadadora profissional. Nascido na Venezuela, Ferraresi cresceu na cidade natal de seu pai, Marcos Paz, Buenos Aires.

### Stream
Ferraresi é também streamer na plataforma Twitch, onde faz lives jogando FIFA 23, com a presença de seus fãs, incluindo parte da torcida do São Paulo. Apesar do conteúdo principal ser o jogo de futebol eletrônico da EA Sports, suas lives viralizaram na internet pelos seus momentos engraçados e interessantes, como provocações do venezuelano a clubes rivais do Tricolor ou momentos em que o jogador canta músicas famosas ou então as coloca para tocar de fundo.
Em poucas semanas de lives, Ferraresi já tem cerca de 20 mil seguidores na plataforma, com milhares de visualizações.

## Estatísticas
| Clubes profissionais | Clubes profissionais | Campeonato nacional | Campeonato nacional | Copas nacionais | Copas nacionais | Competições continentais | Competições continentais | Total | Total |
| Clube                | Temporada            | Jogos               | Gols                | Jogos           | Gols            | Jogos                    | Gols                     | Jogos | Gols  |
| -------------------- | -------------------- | ------------------- | ------------------- | --------------- | --------------- | ------------------------ | ------------------------ | ----- | ----- |
| Deportivo Táchira    | 2017                 | 0                   | 0                   | 0               | 0               | 0                        | 0                        | 0     | 0     |
| Deportivo Táchira    | Total                | 0                   | 0                   | 0               | 0               | 0                        | 0                        | 0     | 0     |
| Montevideo City      | 2018                 | 14                  | 1                   | 0               | 0               | 0                        | 0                        | 8     | 1     |
| Montevideo City      | Total                | 14                  | 1                   | 0               | 0               | 0                        | 0                        | 14    | 1     |
| Peralada             | 2018–19              | 29                  | 2                   | 0               | 0               | 0                        | 0                        | 29    | 2     |
| Peralada             | Total                | 29                  | 2                   | 0               | 0               | 0                        | 0                        | 29    | 2     |
| Porto B              | 2019–20              | 23                  | 0                   | 0               | 0               | 0                        | 0                        | 23    | 0     |
| Porto B              | Total                | 23                  | 0                   | 0               | 0               | 0                        | 0                        | 23    | 0     |
| Moreirense           | 2020–21              | 23                  | 3                   | 0               | 0               | 0                        | 0                        | 23    | 3     |
| Moreirense           | Total                | 24                  | 3                   | 0               | 0               | 0                        | 0                        | 24    | 3     |
| Estoril              | 2021–22              | 24                  | 0                   | 1               | 0               | 0                        | 0                        | 25    | 0     |
| Estoril              | Total                | 24                  | 0                   | 1               | 0               | 0                        | 0                        | 25    | 0     |
| São Paulo            | 2022                 | 9                   | 0                   | 0               | 0               | 1                        | 0                        | 10    | 0     |
| São Paulo            | Total                | 9                   | 0                   | 0               | 0               | 1                        | 0                        | 10    | 0     |
| Career total         | Career total         | 123                 | 6                   | 1               | 0               | 1                        | 0                        | 125   | 6     |

## Títulos
Montevideo Torque
- Segunda Divisão Uruguaia: 2017

São Paulo
- Copa do Brasil: 2023[25]
- Supercopa Rei: 2024[26]